# Melaleuca micromera
Melaleuca micromera är en myrtenväxtart som beskrevs av Johannes Conrad Schauer. Melaleuca micromera ingår i släktet Melaleuca och familjen myrtenväxter. Inga underarter finns listade i Catalogue of Life.